# Новопавлівка (Врадіївська селищна громада)
Новопа́влівка — село в Україні, у Врадіївській селищній громаді Первомайського району Миколаївської області. Населення становить 918 осіб.

## Історія
В 1951 році в результаті Радянсько-польського обміну ділянками територій на територію села було насильно переселено мешканців сіл Бистре (90 родин) й Лип'я (110 родин) Стрілківського району Дрогобицької області (нині територія Польщі).

## Символіка
Герб села Новопавлівка затверджено рішенням сільради № 3 від 29 липня 2005 року. Автор — А. Гречило. У срібному полі синя чаша, з якої б'ють сині струмені води, у відокремленій лінією у вигляді дубового листя зеленому полі золотий рівносторонній хрест.
Чаша та струмені води символізують артезіанські колодязі та джерела. Зелений колір символізує Новопавлівське лісництво. Хрест позначає один із найстаріших у районі храмів, розташованих у селі.

## Населення
Згідно з переписом УРСР 1989 року чисельність наявного населення села становила 969 осіб, з яких 446 чоловіків та 523 жінки.
За переписом населення України 2001 року в селі мешкало 907 осіб.

### Мова
Розподіл населення за рідною мовою за даними перепису 2001 року:
| Мова       | Відсоток |
| ---------- | -------- |
| українська | 97,39 %  |
| російська  | 1,20 %   |
| молдовська | 0,76 %   |
| вірменська | 0,54 %   |

## Особистості
В селі народився Ерліх Володимир Ісакович (1924—2001) — український художник.